# Этерия, Ермолай Павлович
Ермолай Павлович Этерия (1900, село Отобая, Сухумский округ, Кутаисская губерния, Российская империя — ?, Абхазская АССР, Грузинская ССР) — бригадир колхоза «Ленинис Андердзи» Гальского района Абхазской АССР, Грузинская ССР. Герой Социалистического Труда (21.02.1948).

## Биография
Родился в 1900 году в селе Отобая Сухумского уезда Кутаисской губернии (ныне — Гальский район Республика Абхазия). Грузин.
С ранних лет приобщился к крестьянскому труду. С началом коллективизации сельского хозяйства в республике одним из первых вступил в местный колхоз «Ленинис Андердзи» («Заветы Ленина») в родном селе Отобая Гальского района, позже возглавил полеводческую бригаду.
По итогам работы в 1947 году бригада Ермолая Этерия получила урожай кукурузы 99,2 центнера с гектара на площади 6 гектаров.
Указом Президиума Верховного Совета СССР от 21 февраля 1948 года за получение высоких урожаев кукурузы и пшеницы в 1947 году Этерия Ермолаю Павловичу присвоено звание Героя Социалистического Труда с вручением ордена Ленина и золотой медали «Серп и Молот».
Этим же Указом званием Героя Социалистического Труда были награждены председатель колхоза «Ленинис Андердзи» Артём Бебтуевич Зантарая, труженики колхоза бригадир Джото Келович Алфенидзе, звеньевые Капитон Константинович Бахтадзе, Мириан Дианозович Дзадзуа, Ивлиан Тагуевич Табагуа, Шалва Чекерович Ратия и Венера Владимировна Чания.
В последующие годы труженики его бригады продолжали получать высокие урожаи кукурузы, табака и зелёного чайного листа.
Проживал в селе Отобая Гальского района. Дата его кончины не установлена.

## Награды
- Золотая медаль «Серп и Молот» (21.02.1948)
- Орден Ленина (21.02.1948)
- Медаль «За доблестный труд»
- Медаль «Ветеран труда»

## Память
- На могиле установлен надгробный памятник.